# Slutpoäng
| [Slut]poäng Slutkläm |
| --- |
| - Betydelse – avslutning (t.ex. på skämt, yttrande eller text) - Bakgrund – poäng sedan 1821; slutkläm sedan 1873 - Etymologi – poäng från franskans point (punkt) |

Poäng eller slutpoäng är en (anslående) avslutning på ett skämt eller berättelse. Poängen ger den egentliga betydelsen och resultatet av historien. Ett synonymt ord, med mer konkret eller allmän användning är slutkläm. Den engelska motsvarigheten punch line betyder bokstavlingen 'slag[krafts]rad'. 

## Etymologi

### Poäng
Ordet poäng kommer från franskans point med betydelsen 'punkt'. En poäng sätter punkt för en utsaga. Ordet finns (i denna betydelse) i svenskt tryck sedan 1821. I betydelsen 'bedömningsenhet för prestation' finns poäng i svenskan sedan 1749. I den senare betydelsen används slutpoäng ofta i olika tävlingssammanhang.

### Slutkläm
Ordet slutkläm finns i svensk skrift sedan 1873. Det användes då av Viktor Rydberg i betydelsen avslutande sensmoral. Som slutförklaring finns den använd i skrift sedan 1891. Därefter vidgades betydelsen till avslutning i sång, fågelläte eller avslutning i allmänhet.
Ordet är bildat av slut och 'kläm' i betydelsen klämma.
I betydelsen 'avslutande slag eller spark' finns den i svenskt tryck sedan 1924.